# Sam Hawken
Pour les articles homonymes, voir Hawken.
Sam Hawken, né au Texas, aux États-Unis, est un écrivain américain, auteur de roman policier.

## Biographie
Jusqu'en 2006, il séjourne fréquemment au Mexique jusqu'au début de la guerre du trafic de stupéfiants. 
En 2011, il publie son premier roman, Les Disparues de Juárez (The Dead Women of Juarez), basé sur l'affaire des meurtres de femmes de Ciudad Juárez dans l'État de Chihuahua. Avec ce roman, il est finaliste du New Blood Dagger Award 2011.

## Œuvre

### Romans

#### SérieFight Card MMA
- Rosie the Ripper (2014)

#### SérieCamaro Espinoza
- The Night Charter (2015)
- The Sleepwaker (2017)
- Make Them Sorry (2018)

### Autres romans
- The Dead Women of Juarez (2011) Publié en français sous le titre Les Disparues de Juárez, Paris, Éditions Belfond, coll. « Belfond noir », 2012  (ISBN 978-2-7144-5127-9) ; réédition, Paris, LGF, coll. « Le Livre de poche » no 33558, 2014  (ISBN 978-2-253-17587-2)
- Tequila Sunset (2012) Publié en français sous le titre Guet-apens, Paris, Éditions Belfond, coll. « Belfond noir », 2013  (ISBN 978-2-7144-5306-8)
- Juarez Dance (2013)
- La Frontera (2013)
- Missing (2014)

## Prix et distinctions

### Nominations
- New Blood Dagger Award 2011 pour The Dead Women of Juarez[1]
- Gold Dagger Award 2013 pour Tequila Sunset[1]
- Gold Dagger Award 2015 pour Missing[1]
- Steel Dagger Award 2015 pour Missing[1]